# Matthias Jacob Schleiden

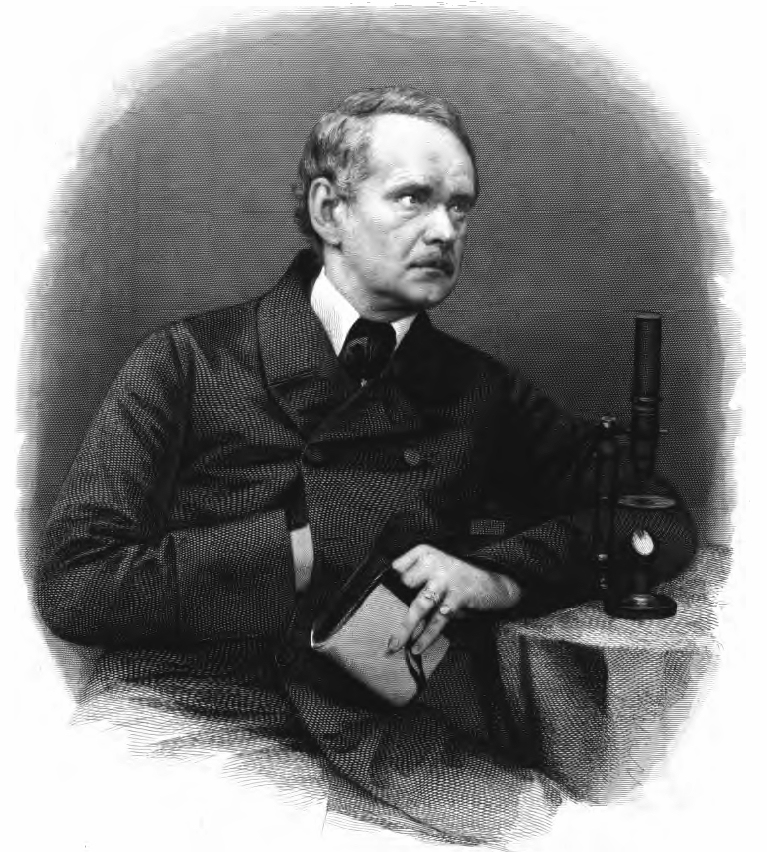
Matthias Jacob Schleiden in una foto-ritratto di Carl Schenk del 1855 circa.

Matthias Jacob Schleiden (Amburgo, 5 aprile 1804 – Francoforte sul Meno, 23 giugno 1881) è stato un botanico tedesco, noto per essere uno dei fondatori della teoria cellulare assieme a Theodor Schwann e Rudolf Virchow.

## Biografia
Matthias Jacob Schleiden, figlio di un medico di Amburgo, aveva studiato diritto all'Università di Heidelberg, laureandosi nel 1826 in giurisprudenza. Successivamente tornò nella sua città natale, Amburgo, per esercitare la professione. A causa di alcuni insuccessi cadde in uno stato di depressione, tentando anche il suicidio nel 1832.

Abbandonata la carriera legale si recò a Gottinga e a Berlino per studiare botanica, ottenendo la laurea a Jena nel 1839, al termine di un periodo di grande produzione scientifica svolta nel laboratorio di Johannes Peter Müller dove entrò in contatto con Theodor Schwann. Nominato professore di botanica a Jena vi insegnò con grande successo sino al 1862, quando lasciò la cattedra anche per le continue polemiche in cui si trovava invischiato a causa del suo temperamento irruento.

Dopo un anno di insegnamento di antropologia all'Università di Dorpat in Russia, lasciò anche questo incarico probabilmente perché le idee esposte nel suo corso non si confacevano alla cultura ufficiale del regime zarista. Quest'ultimo tuttavia, pur non rinnovandogli l'incarico, gli assegnò una pensione vitalizia, il che permise a Schleiden di dedicarsi alla ricerca privata, spostandosi in diverse città tedesche.
Scrisse saggi riguardanti la fitogenesi e fu il primo botanico a dimostrare che le diverse parti delle piante sono costituite da cellule. Riconobbe anche l'importanza del nucleo cellulare, scoperto nel 1831 dal botanico scozzese Robert Brown. Schleiden fu uno dei primi botanici tedeschi ad accettare la teoria dell'evoluzione di Charles Darwin.

Nei suoi scritti scientifici, Schleiden sostenne sempre il filosofo Jakob Friedrich Fries nella sua lotta contro ogni tipo di speculazione che avesse influenzato la medicina e le scienze naturali durante il Romanticismo. Insieme a Theodor Schwann, Schleiden fondò tramite la teoria cellulare, le basi della patologia cellulare di Rudolf Virchow.

Schleiden venne apprezzato per il suo intervento nei confronti del crescente antisemitismo degli anni settanta.

Matthias Jacob Schleiden morì il 23 giugno 1881, all'età di 77 anni, a Francoforte sul Meno.

## La teoria cellulare

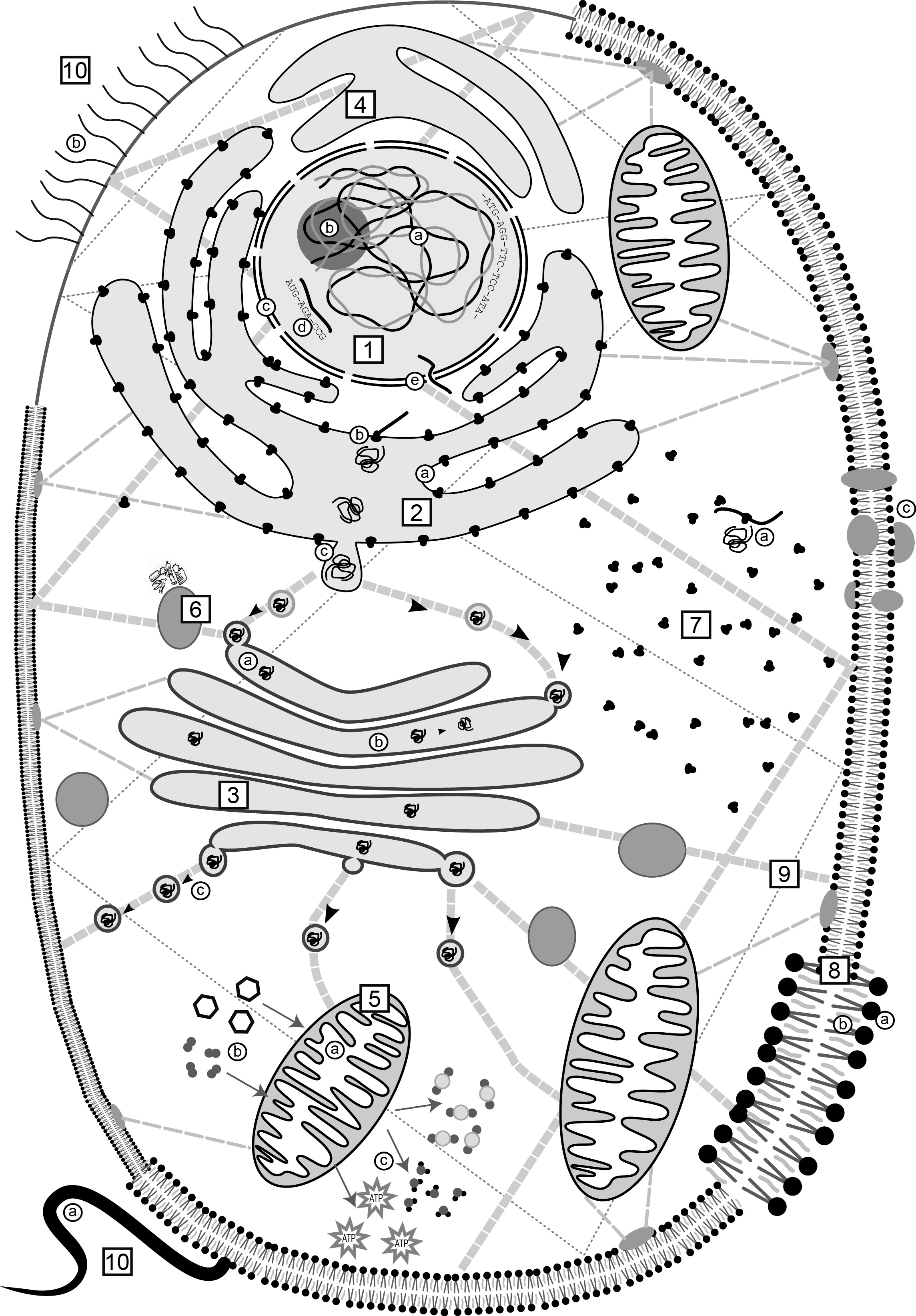
Cellula animale

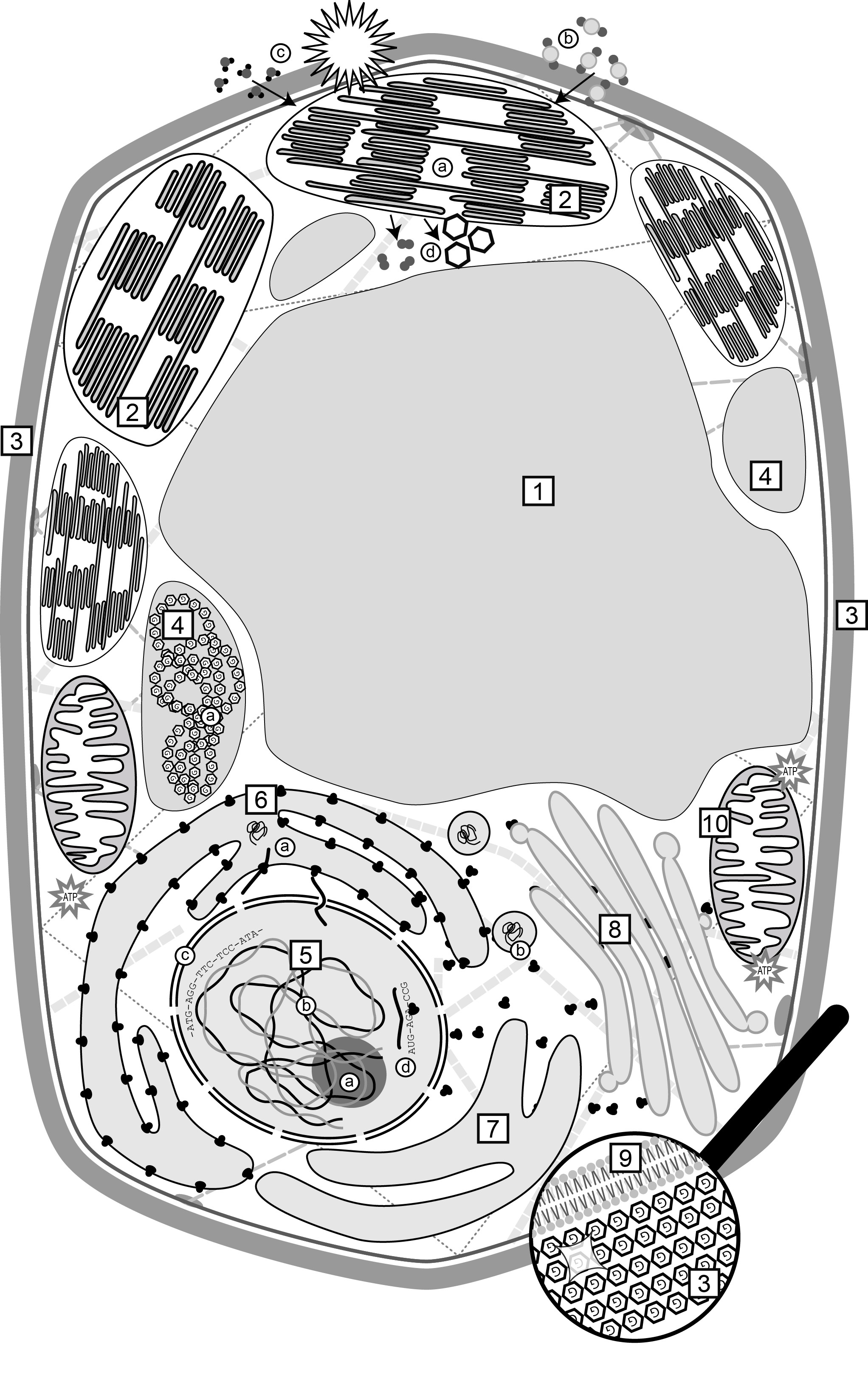
Cellula vegetale

Il contributo di Schleiden e di Schwann all’elaborazione e alla diffusione della teoria cellulare è difficile da valutare, in quanto la loro opera è complessa, e non sempre inquadrabile nei canoni stabiliti successivamente dalla citologia, e non è sempre possibile definire l’impulso dato dai due autori rispetto a quanto era stato già fatto nello studio delle cellule animali e vegetali. La novità più importante può essere considerata l’importanza attribuita nelle loro ricerche e nella elaborazione teorica al nucleo cellulare come centro formatore. Un concetto rimarcato con forza nelle loro opere è che il possesso di un nucleo singolo è una caratteristica essenziale di tutte le cellule, sia animali che vegetali. Il loro lavoro nel suo complesso fu il passo decisivo per l’affermarsi della corrispondenza o omologia fra tutte le cellule, sia animali che vegetali.

La nuova dimensione della morfologia e della fisiologia dell’organismo che emerge dalla teoria cellulare di Schleiden e Schwann modifica in profondità il modo stesso di considerare l’organizzazione biologica, introducendo fin dall’inizio un principio di organizzazione gerarchica. Questo principio resta uno dei cardini della teoria cellulare ancora oggi.

Per capire come si è arrivati alla formulazione della teoria cellulare bisogna analizzare tre tappe storiche.

La prima risale al XVII secolo grazie alle osservazioni effettuate sulle cellule da Robert Hooke tramite l’utilizzo di uno dei primi esemplari di microscopio.

La seconda risale alla metà del XIX secolo, periodo in cui Matthias Jacob Schleiden e Theodor Schwann, scoprirono rispettivamente che tutte le piante e tutti gli animali sono formati da cellule.

La terza, circa una ventina di anni dopo, si deve al tedesco Rudolf Virchow il quale affermò che ogni cellula deriva da un’altra cellula preesistente. 
Da queste conclusioni è stato possibile formulare la teoria cellulare: 
1. Tutti gli esseri viventi sono formati da una o più cellule.
2. Ogni cellula deriva da una cellula preesistente.
3. Ogni cellula è un'unità organizzativa e autonoma.

La teoria cellulare di Schleiden e Schwann ebbe una rapida diffusione e determinò in misura rilevante le successive ricerche di anatomia microscopica, sino a circa il 1860. Questo periodo fu dedicato alla conferma della teoria del citoblastema nella formazione delle cellule e alla estensione della base osservativa per l’affermazione che le cellule erano un comune denominatore di tutte le creature viventi.

## Divisione cellulare
Il nucleo, che aveva svolto un ruolo cruciale nelle teorie sull'origine delle cellule di Schleiden e Schwann, ma che era diventato molto meno importante con la diffusione della teoria protoplasmatica della vita e del concetto di "sostanza vitale", riacquista un ruolo centrale.

A partire dagli anni settanta molti ricercatori studiarono il modo in cui il nucleo si divide e descrissero le varie fasi del processo della mitosi.

I risultati di queste ricerche microscopiche furono per molti aspetti sorprendenti: il nucleo si divideva con un processo estremamente complesso, molto più complesso di quanto era stato immaginato per la divisione cellulare dato che la cellula era considerata poco più di una piccola quantità di materia racchiusa da una parete cellulare. Di conseguenza si pensava che la cellula si dividesse con un singolo processo di ingrandimento, e successiva scissione in due parti del materiale di cui è composto il nucleo. Da questo problema emerse l'insieme delle ricerche sulla divisione nucleare e sullo studio del comportamento morfologico prima, e poi fisiologico e chimico, dei corpi colorabili (cromosomi) che erano stati individuati.

Le ricerche sul modo in cui si divide il nucleo si svilupparono in tre fasi distinte. Nella prima fase, che va dal 1842 al 1870, ci furono alcune osservazioni, non coordinate fra loro e quasi casuali, sull'esistenza nel nucleo di piccole strutture a cui tuttavia non veniva prestata particolare attenzione. Nella seconda fase, breve ma estremamente intensa, che va dal 1871 al 1878, si svolsero una serie di osservazioni sulla metafase e sull'anafase, che furono considerate stadi normali della moltiplicazione nucleare. Nella terza fase, dal 1878 alla fine del secolo, furono descritte le altre fasi della divisione nucleare, in particolare la profase e la telofase, e fu dimostrato che i cromosomi si replicano per mezzo di una divisione longitudinale e che il loro numero è costante per le cellule somatiche di una data specie.

## Das Meer: la storia dello sviluppo

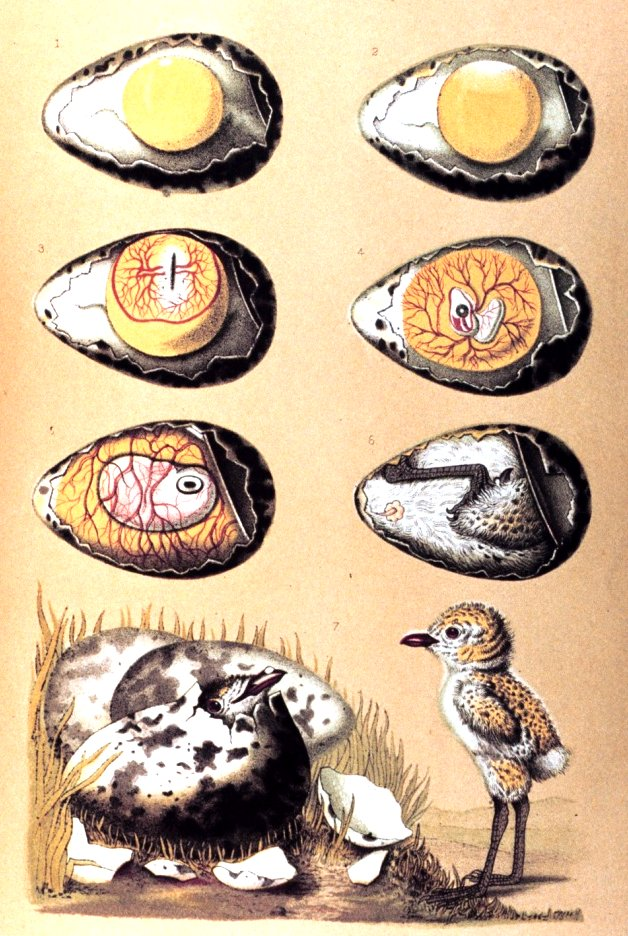
Sviluppo di un uccello nell'uovo, da Das Meer di Matthias Jacob Schleiden (1867)

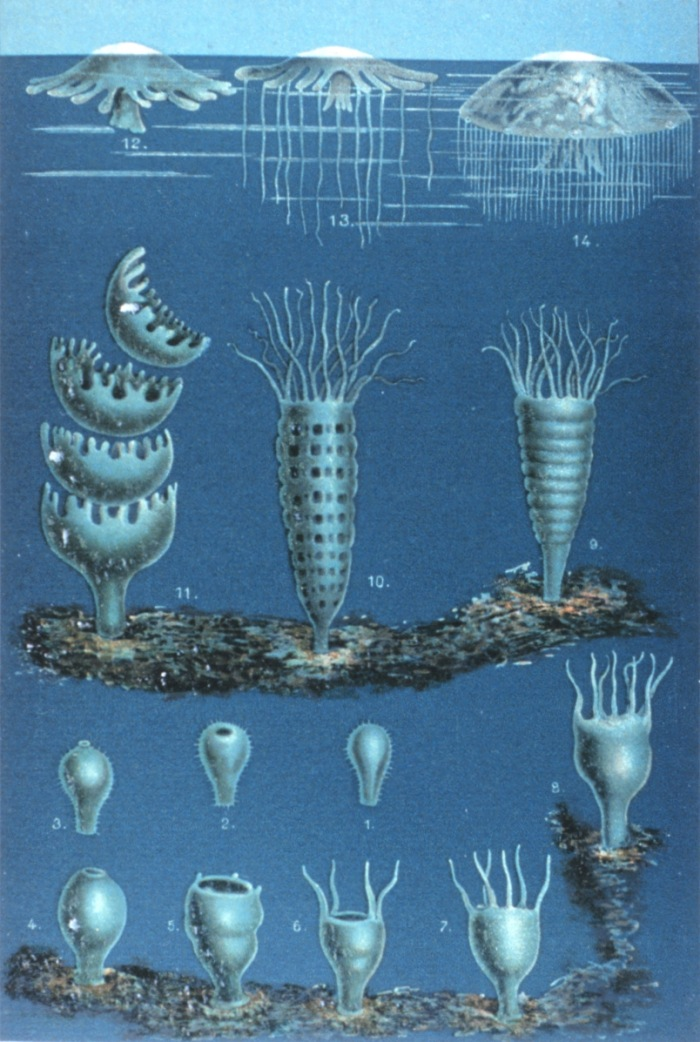
Sviluppo di una medusa, da Das Meer di Matthias Jacob Schleiden (1867)

Gli studi di Schleiden si concentrarono anche sull’evoluzione embrionale di alcuni organismi viventi. Le conoscenze apprese confluirono nell’opera "Das Meer" pubblicata nel 1867. All’interno dell’opera Schleiden trasse ispirazione dalla concezione harveyana secondo la quale «tutto quello che vive, viene creato dall’uovo».

Negli ultimi anni della sua carriera, infatti, William Harvey - medico inglese che per primo dimostrò sperimentalmente la circolazione sanguigna - si dedicò allo studio dell’embriologia pubblicando nel 1651 un trattato intitolato "Exercitationes de generatione animalium". Seguendo l'esempio di Aristotele e di Girolamo Fabrici d'Acquapendente, Harvey esaminò le uova di gallina per seguire giornalmente lo sviluppo dell'embrione. Egli arrivò alla conclusione che il seme non entra in contatto con l'uovo, ma che il principio formativo viene trasmesso dal seme all'uovo per via non materiale.

Harvey riteneva che nuove parti si sviluppavano da quelle preesistenti: lo sviluppo era, dunque, un processo autonomo in quanto il materiale contenuto nell'uovo aveva la capacità di evolvere naturalmente e agenti esterni, quali il seme, non avevano alcun ruolo.

Le ricerche di Harvey avevano il supporto di numerose osservazioni anatomiche. Il "De Generatione", tuttavia, ebbe scarsa fortuna perché nel XVII secolo venne alla ribalta la teoria rivale della preformazione (secondo cui l'embrione è preformato e ha solo bisogno di crescere) e l'approccio harveyano, sostanzialmente aristotelico, fu dimenticato.

La conclusione alla quale pervenne Harvey secondo la quale «tutto quello che vive, viene creato dall’uovo» si limitava solamente al mondo animale: una chiara opposizione nei confronti dei sostenitori della teoria della preformazione. La frase di Harvey fu pronunciata per contrastare tutti coloro i quali fossero contrari a pensare che gli animali non si originavano dall’uovo.

Dopo Harvey, fu Francesco Redi, medico italiano, nel 1668 a pronunciare «omne animal per animales parentes» (ogni animale deriva da altri animali). Anche questa frase era indirizzata a tutti coloro i quali erano sostenitori della teoria della preformazione.

I successivi studiosi della natura generalizzarono e semplificarono tale nozione dimostrando che non valeva solo per gli animali, ma anche per le piante, e che si basava sul concetto fondamentale di cellula vivente secondo il quale «ogni cellula deriva da un’altra cellula».

Traendo ispirazione tanto da Redi quanto da Harvey, Schleiden proiettò i suoi interessi nello studio dell’embriologia animale con particolare riferimento allo sviluppo degli uccelli e delle meduse.

Lo studio dell’evoluzione dei vertebrati si concentrò sulle uova degli uccelli per la facilità e la praticità di questi ultimi nell’essere studiati; infatti già in tempi remoti si era capito che per far schiudere un uovo servivano solamente aria e un’adeguata temperatura. 
Schleiden, partendo da tale principio, aveva creato un «forno covatoio» costituito da piccoli pannelli di lamiera riscaldati da una lampada dove l’uovo, appena covato, era posto su un tessuto di cotone.

Sul guscio di ogni uovo appena covato veniva riportato l’orario per avere un maggior controllo nell’osservazione dello stesso che al ventunesimo giorno si sarebbe schiuso.

Secondo Schleiden l’uovo era una cellula caratterizzata da una delicata pelle (guscio) con potenziale creatività all’interno. Si evidenziò un dubbio ovvero se l’uovo venisse espulso dal grembo materno così com’era oppure se ricevesse dall’organismo materno un rivestimento, frutto delle sostanze proteiche prodotte dalla madre come avveniva generalmente negli animali che covavano uova.

Schleiden concluse che negli uccelli si assiste alla formazione di un rivestimento proteico non calcificato che avvolge l’uovo, lo protegge e che viene rotto dal pulcino al momento della nascita.

L’evoluzione dell’embrione segue dei passi fondamentali, la formazione dell'uccello avviene a partire dal tuorlo il quale è destinato a scomparire man mano che procede lo sviluppo. L’aria penetra attraverso il guscio poroso dell’uovo che consente all’embrione di respirare e di espellere l’aria consumata.

Intorno ai primi giorni si assiste alla formazione dei vasi sanguigni che iniziano a collegarsi tra loro formando un sistema vascolare. Entro la fine del quarto giorno di incubazione l’embrione ha tutti gli organi necessari per sostenere la vita dopo la schiusa. Con l’arrivo del settimo giorno le ali e le zampe cominciano a distinguersi molto bene, il cuore risulta completamente racchiuso nella cavità toracica. Dopo il decimo giorno iniziano ad essere visibili le prime piume e il becco si indurisce. Il quattordicesimo giorno si formano gli artigli alla base delle zampe; tutto il corpo che prima era in posizione orizzontale si sposta in posizione verticale pronto per la schiusa. L’uccello, a questo punto, perfora la camera d’aria dando il via libera alla respirazione polmonare e ottiene lo spazio sufficiente per muoversi; infine spacca con il becco il guscio per uscire ritrovandosi nel mondo esterno.

Per quanto concerne lo sviluppo embrionale delle meduse Schleiden studiò la medusa quadrifoglio Aurelia aurita.

Il ciclo vitale della medusa quadrifoglio ha inizio con un uovo rilasciato dall’individuo adulto nel mare, dove viene fecondato. L’uovo fecondato matura aumentando di dimensione fino a divenire una larva che si ancora al fondale marino; cominciano a formarsi le estremità che daranno vita ai tentacoli.

La larva può rimanere ancorata ai fondali per anni finché non inizia a produrre per gemmazione piccoli anelli: le giovani meduse. Esse, al momento del distacco, sono piccole e sottili e hanno solo vagamente l’aspetto delle meduse adulte che diventeranno.
Si assiste progressivamente alla formazione degli occhi. Si arriva allo stadio finale, ovvero alla completa trasformazione, quando la medusa è capace di ri-svilupparsi.

## Contributi alla botanica
Il lavoro scientifico di Schleiden iniziò su una problematica che aveva ricevuto una grande attenzione nei decenni precedenti, la fitogenesi, i processi di formazione delle piante a partire dal seme. In un lavoro celebre "Beiträge zur Phytogenesis" (Contributi alla Fitogenesi), pubblicato nel 1838, che fu tradotto immediatamente in francese ed in inglese, Schleiden tratta del problema dello sviluppo delle cellule, sia nel processo di formazione della pianta, sia per quanto riguarda lo sviluppo di nuove cellule nella pianta stessa.

In questo articolo si sostiene il ruolo del nucleo cellulare che Schleiden riprende da Robert Brown e chiama "citoblasto", nella formazione di nuove cellule e si introduce il concetto di identità morfologica di tutte le specie cellulari, in base all'identità della loro genesi.
La cellula diviene l'unità costitutiva del mondo vegetale ed ogni pianta è considerata un aggregato di "esseri isolati, individualizzati, definiti: di cellule".

Ogni cellula, secondo un modello che diverrà rapidamente classico, «conduce una doppia vita», una indipendente ed autonoma ed un'altra «mediata, in quanto la cellula fa parte integrante della pianta». Di conseguenza il processo vitale delle cellule è il fondamento "sia della fisiologia vegetale che della fisiologia comparata in generale".

Il problema centrale è dunque: come si produce questo «piccolo organismo particolare, la cellula?». Questo punto viene poi ripreso in un trattato di botanica del 1842, dove il concetto di individualità diviene la base teorica per lo studio della pianta nel suo complesso: «dato che le cellule organiche elementari presentano una marcata individualità, poiché in esse si trova l'espressione più generale della nozione di pianta, occorre innanzitutto studiare questa cellula come fondamento di tutto il mondo vegetale».

Il manuale di botanica di Schleiden, apparso in due parti nel 1842 e 1843, con il titolo "Grundzüge der wissenschaftlichen Botanik" (Lineamenti di botanica scientifica), ebbe un impatto notevolissimo sulla disciplina, anche per le indicazioni metodologiche che il libro conteneva. Tali indicazioni furono poi sviluppate nelle edizioni successive.

Rifiutando il modo tradizionale di trattare i problemi della botanica, prima basato sui problemi della classificazione, da cui discendevano assiomaticamente le conoscenze, e poi dominato dalle teorie della filosofia della natura, Schleiden si fa sostenitore di un metodo induttivo, basato sull'osservazione dei fatti e sul rifiuto delle generalizzazioni filosofiche (l'opposto di quanto farà Schwann nella fase finale della sua carriera). Anche nell'impostazione il libro stabilisce un nuovo modello iniziando dalla descrizione degli elementi che costituiscono le piante, passando poi alla cellula e infine alla morfologia.

## Contributi alla farmaceutica
Schleiden rese utili le sue nuove conoscenze anche per la farmaceutica. Nel 1851 pubblicò il suo “Manuale di botanica medico-farmaceutica” (Handbuch der medicinisch-pharmaceutischen Botanik) e nel 1857 il suo “Manuale della farmacognosia botanica” (Handbuch der botanischen Pharmacognosie), la prima grande opera dell’anatomia microscopica delle droghe farmaceutiche che egli trattò particolarmente nel dettaglio nelle monografie. Tra queste si annoverano la corteccia di china, già commercializzata in molte tipologie differenti, e la salsapariglia. Schleiden si dedicò all’insegnamento della farmacognosia non solo a livello universitario, ma anche presso l’istituto privato farmaceutico di Ferdinand Wackenroder a Jena.

## Opere (selezione)

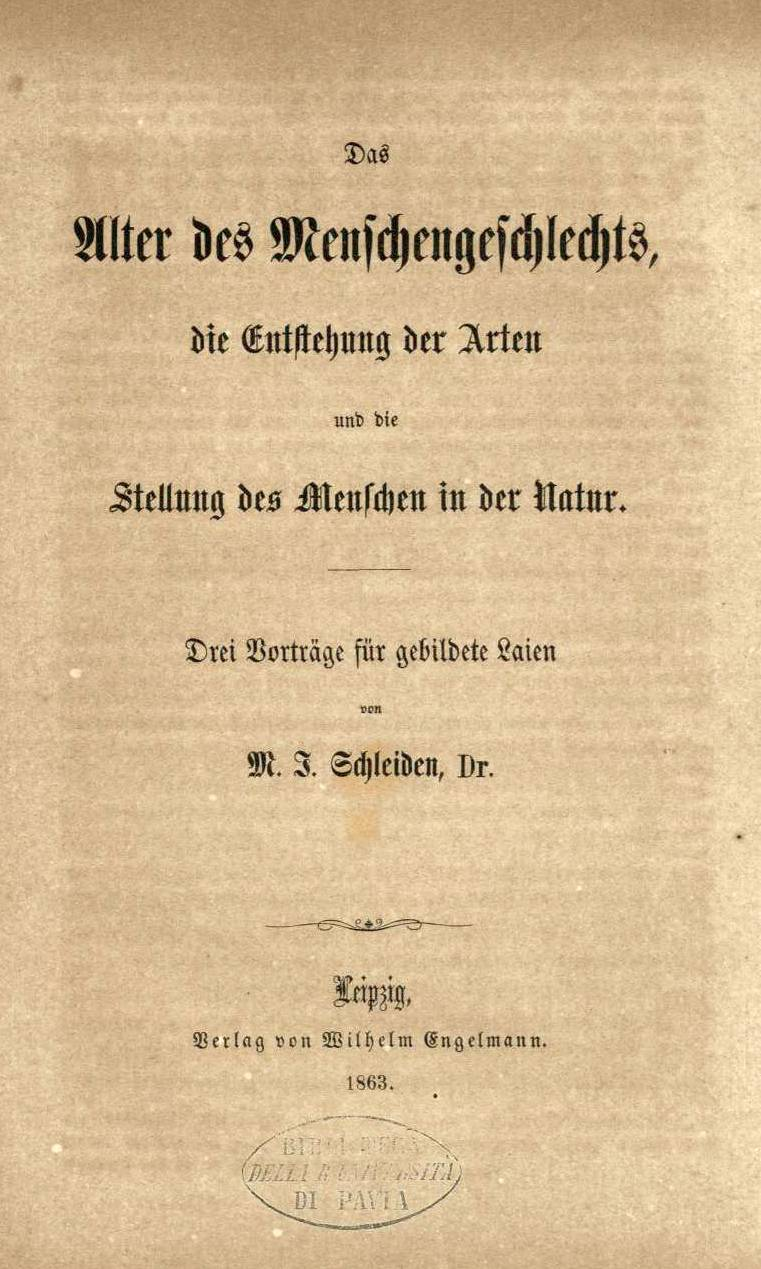
Alter des Menschengeschlechts, die Entstehung der Arten und die Stellung des Menschen in der Natur, 1863

- Beiträge zur Phytogenesis ("Contributi alla fitogenesi"), 1838.
- Grundzüge der wissenschaftlichen Botanik ("Lineamenti di botanica scientifica"), 2 vol., 1842-1843.
- Schellings und Hegels Verhältnis zur Naturwissenschaft: Zum Verhältnis der physikalistischen Naturwissenschaft zur spekulativen Naturphilosophie ("La relazione di Schelling e Hegel con le scienze naturali: il rapporto tra scienza fisica e filosofia naturale speculativa"), 1844.
- (DE) Encyclopädie der gesammten theoretischen Naturwissenschaften in ihrer Anwendung auf die Landwirthschaft, Braunschweig, Vieweg und Sohn, 1850.
- Handbuch der medicinisch-pharmaceutischen Botanik ("Manuale di botanica medico-farmaceutica"), 1851.
- Handbuch der botanischen Pharmacognosie ("Manuale della farmacognosia botanica"), 1857.
- Studien: Populäre Vorträge ("Studi, esposizione divulgativa"), 1857.
- Die Pflanze und ihr Leben: Populäre Vorträge ("La vita delle piante, esposizione divulgativa"), 1858.
- Grundzüge der wissenschaftlichen Botanik ("Lineamenti di botanica scientifica"), 1 vol., 1861.
- (DE) Grundzüge der wissenschaftlichen Botanik nebst einer methodologischen Einleitung als Anleitung zum Studium der Pflanze, Leipzig, Wilhelm Engelmann, 1861.
- (DE) Alter des Menschengeschlechts, die Entstehung der Arten und die Stellung des Menschen in der Natur, Leipzig, Wilhelm Engelmann, 1863.
- Das Meer ("Il mare"), 1867.
- Die Bedeutung der Juden für den Erhaltung und Weiderbelebung der Wissenschaften ("Gli Israeliti in rapporto alla scienza nel Medioevo"), 1877.